# Henrik Samuel Nyberg
Pour les articles homonymes, voir Nyberg.
Henrik Samuel Nyberg (28 décembre 1889 - 9 février 1974) est un universitaire suédois et un expert de l'iranologie et des études arabes.

## Biographie
Nyberg est né à Söderbärke en Dalécarlie du Sud (Suède) le 28 décembre 1889. À 19 ans, il s'installe à Uppsala pour suivre des cours universitaires. Là, il étudie des langues classiques du sanskrit et aux idiomes sémitiques. Nyberg met en place le programme moyen persan comme sujet d'étude possible à l'Université d'Uppsala et il ressent le besoin de l'enseigner en respectant les normes académiques occidentales. La contribution la plus importante de Nyberg à l'étude des religions iraniennes est son Irans forntida religioner (1937). Dans l'ensemble, Nyberg est un universitaire aux intérêts extrêmement larges, compétent dans un certain nombre de domaines différents, à la fois dans les études sémitiques et iraniennes. Il enseigne à la Fjellstedt School et à l'Université d'Uppsala.
Il est membre de l'Académie royale des sciences de Suède à partir de 1943 et de l'Académie suédoise (au fauteuil numéro 3) à partir de 1948.
Nyberg a de nombreux étudiants distingués en études iraniennes, parmi lesquels Geo Widengren (en), Stig Wikander, Sven S. Hartman et Bo Utas (en). Il est le père de la spécialiste des langues (islandais) et traductrice Ingegerd Fries et la journaliste, auteure de voyages et orientaliste Sigrid Kahle (en). Sigrid épouse John Kahle, un diplomate ouest-allemand et fils de Paul Kahle, tandis qu'Ingegerd épouse Sigurd Fries, arrière-petit-fils du célèbre mycologue suédois Elias Magnus Fries.